# Дашница (Александровац)
Дашница је насеље у Србији у општини Александровац у Расинском округу. Према попису из 2022. има 507 становника (према попису из 2011. било је 621 становника).

## Демографија
У насељу Дашница живи 551 пунолетни становник, а просечна старост становништва износи 43,1 година (42,5 код мушкараца и 43,6 код жена). У насељу има 188 домаћинстава, а просечан број чланова по домаћинству је 3,71.
Ово насеље је скоро у потпуности насељено Србима (према попису из 2002. године). Према резултатима последњих пет пописа је приметан блажи пад у броју становника.
|  |

| Демографија | Демографија | Демографија |
| Година      | Становника  | Становника  |
| ----------- | ----------- | ----------- |
| 1948.       | 828         |             |
| 1953.       | 845         |             |
| 1961.       | 825         |             |
| 1971.       | 795         |             |
| 1981.       | 752         |             |
| 1991.       | 754         | 742         |
| 2002.       | 697         | 713         |
| 2011.       | 621         |             |
| 2022.       | 507         |             |

| Етнички састав према попису из 2002.‍ | Етнички састав према попису из 2002.‍ | Етнички састав према попису из 2002.‍ | Етнички састав према попису из 2002.‍ | Етнички састав према попису из 2002.‍ |
| ------------------------------------ | ------------------------------------ | ------------------------------------ | ------------------------------------ | ------------------------------------ |
|                                      |                                      |                                      |                                      |                                      |
| Срби                                 | Срби                                 |                                      | 694                                  | 99,56%                               |
| непознато                            | непознато                            |                                      | 3                                    | 0,43%                                |

| Година пописа     | 1948. | 1953. | 1961. | 1971. | 1981. | 1991. | 2002. |
| ----------------- | ----- | ----- | ----- | ----- | ----- | ----- | ----- |
| Број домаћинстава | 144   | 148   | 161   | 185   | 191   | 191   | 188   |

| Број чланова      | 1  | 2  | 3  | 4  | 5  | 6  | 7  | 8 | 9 | 10 и више | Просек |
| ----------------- | -- | -- | -- | -- | -- | -- | -- | - | - | --------- | ------ |
| Број домаћинстава | 20 | 46 | 29 | 29 | 21 | 29 | 11 | 1 | 2 | 0         | 3,71   |

| Пол    | Укупно | Неожењен/Неудата | Ожењен/Удата | Удовац/Удовица | Разведен/Разведена | Непознато |
| ------ | ------ | ---------------- | ------------ | -------------- | ------------------ | --------- |
| Мушки  | 272    | 52               | 200          | 17             | 3                  | 0         |
| Женски | 306    | 39               | 204          | 58             | 5                  | 0         |
| УКУПНО | 578    | 91               | 404          | 75             | 8                  | 0         |

| Пол    | Укупно                    | Пољопривреда, лов и шумарство | Рибарство                            | Вађење руде и камена | Прерађивачка индустрија       |
| ------ | ------------------------- | ----------------------------- | ------------------------------------ | -------------------- | ----------------------------- |
| Мушки  | 146                       | 53                            | 0                                    | 0                    | 48                            |
| Женски | 92                        | 41                            | 0                                    | 0                    | 21                            |
| УКУПНО | 238                       | 94                            | 0                                    | 0                    | 69                            |
| Пол    | Производња и снабдевање   | Грађевинарство                | Трговина                             | Хотели и ресторани   | Саобраћај, складиштење и везе |
| Мушки  | 0                         | 8                             | 11                                   | 2                    | 2                             |
| Женски | 0                         | 1                             | 9                                    | 2                    | 0                             |
| УКУПНО | 0                         | 9                             | 20                                   | 4                    | 2                             |
| Пол    | Финансијско посредовање   | Некретнине                    | Државна управа и одбрана             | Образовање           | Здравствени и социјални рад   |
| Мушки  | 0                         | 1                             | 2                                    | 0                    | 2                             |
| Женски | 0                         | 1                             | 1                                    | 2                    | 4                             |
| УКУПНО | 0                         | 2                             | 3                                    | 2                    | 6                             |
| Пол    | Остале услужне активности | Приватна домаћинства          | Екстериторијалне организације и тела | Непознато            | Непознато                     |
| Мушки  | 0                         | 0                             | 0                                    | 17                   | 17                            |
| Женски | 1                         | 0                             | 0                                    | 9                    | 9                             |
| УКУПНО | 1                         | 0                             | 0                                    | 26                   | 26                            |